# Rock Creek (Wisconsin)
Rock Creek es un pueblo ubicado en el condado de Dunn en el estado estadounidense de Wisconsin. En el Censo de 2010 tenía una población de 1000 habitantes y una densidad poblacional de 12,19 personas por km².

## Geografía
Rock Creek se encuentra ubicado en las coordenadas 44°43′37″N 91°43′16″O / 44.72694, -91.72111. Según la Oficina del Censo de los Estados Unidos, Rock Creek tiene una superficie total de 82.05 km², de la cual 79.42 km² corresponden a tierra firme y (3.2%) 2.63 km² es agua.

## Demografía
Según el censo de 2010, había 1000 personas residiendo en Rock Creek. La densidad de población era de 12,19 hab./km². De los 1000 habitantes, Rock Creek estaba compuesto por el 98.4% blancos, el 0% eran afroamericanos, el 0.1% eran amerindios, el 0.3% eran asiáticos, el 0% eran isleños del Pacífico, el 0.8% eran de otras razas y el 0.4% pertenecían a dos o más razas. Del total de la población el 2.4% eran hispanos o latinos de cualquier raza.